# Bojagi

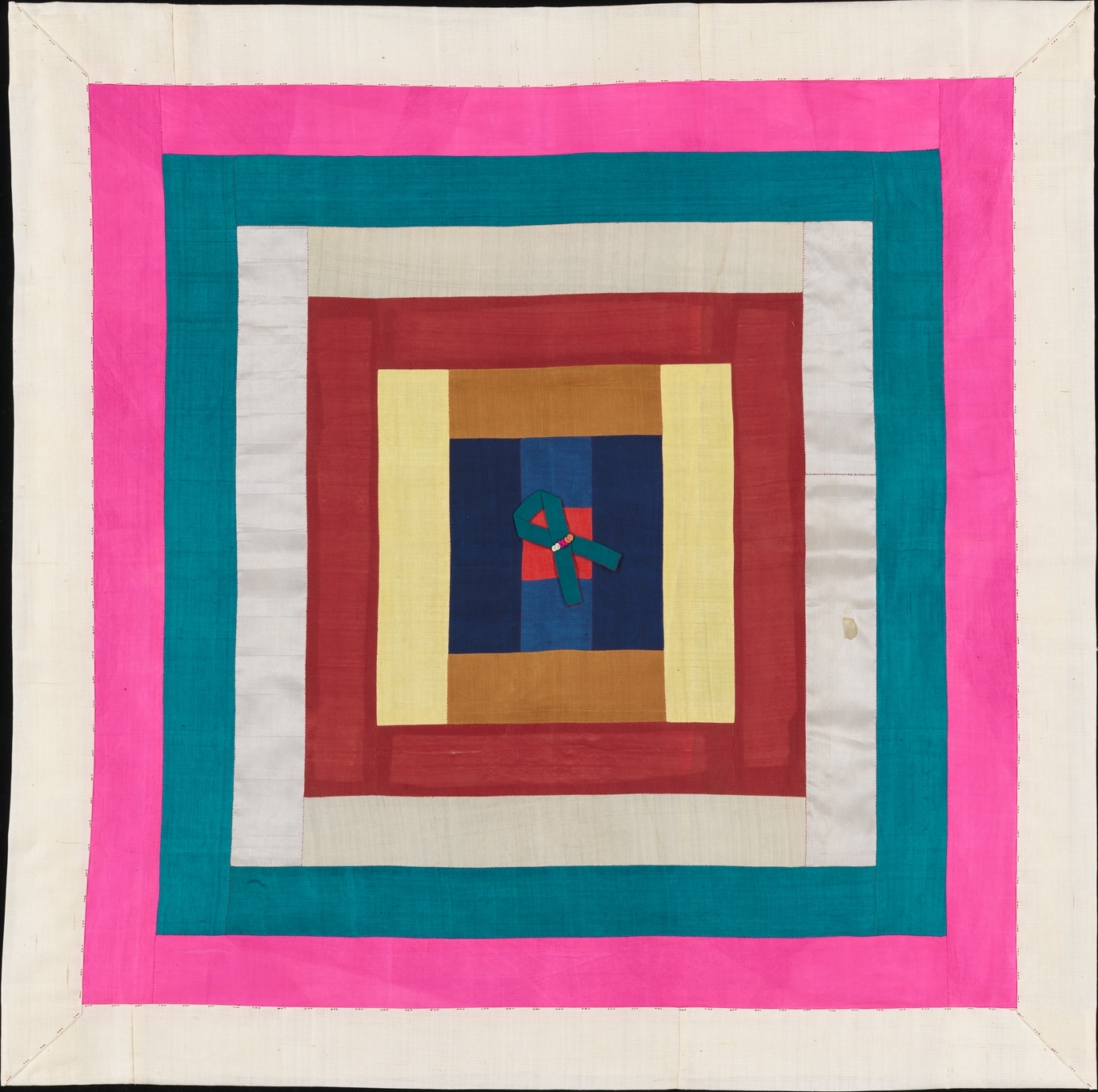
Bojagi patchwork di seta dalla collezione del Met.

Un bojagi (보자기?, 褓?, bojagiLR, pojagiMR) è un tradizionale tessuto da imballaggio coreano. I bojagi sono tipicamente quadrati e possono essere fatti con una varietà di materiali, sebbene la seta o la ramia siano comuni. I bojagi ricamati sono conosciuti come subo, mentre i bojagi patchwork fatti con tessuti diversi sono conosciuti come jogakbo.
I bojagi hanno molti usi, compresi quelli di confezioni regalo, nei matrimoni e nei riti buddisti. Più recentemente, sono stati riconosciuti come una forma d'arte tradizionale, e sono spesso presenti nei musei, ispirando anche reinterpretazioni moderne.

## Storia
Le religioni popolari coreane credevano che tenere qualcosa avvolto proteggesse la fortuna. Si ritiene che il primo utilizzo degli involucri risalga al periodo dei Tre Regni, ma nessun esempio dell'epoca è sopravvissuto.
I primi esemplari superstiti, risalenti ai primi anni della dinastia Joseon (1392-1910), furono usati in un contesto buddhista, come tovaglie o coperture per sutra. I tessuti segnavano in particolare eventi speciali, come matrimoni o fidanzamenti, in cui si credeva che l'uso di un nuovo tessuto trasmettesse "la preoccupazione di un individuo per ciò che era avvolto, così come il rispetto per il suo destinatario". Per un matrimonio reale, potevano essere creati fino a 1.650 bojagi.
L'uso quotidiano del bojagi diminuì negli anni Cinquanta e non furono trattati dai coreani come oggetti d'arte fino alla fine degli anni Sessanta. Nel 1997, la serie di francobolli "bellezze coreane" incluse quattro francobolli con bojagi.

## Caratteristiche fisiche
Tradizionalmente, il bojagi è un quadrato, che misura da un p'ok di larghezza (circa 35 centimetri) per piccoli oggetti, a dieci p'ok per oggetti più grandi come il letto. I materiali sono seta, ramia e canapa.

## Bojagi reali (kungbo)

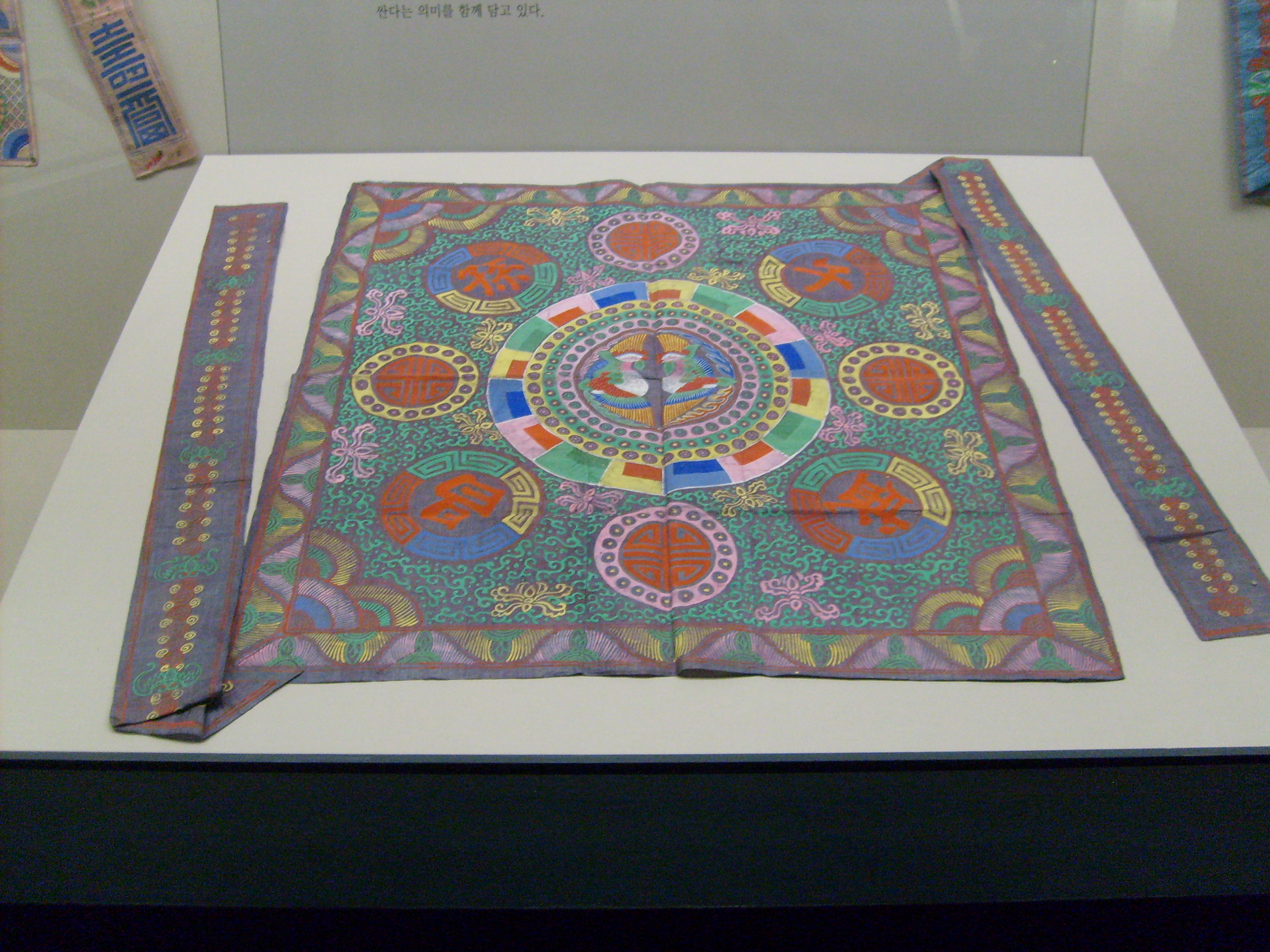
Un bojagi reale.

I tessuti da incarto reai erano conosciuti come kungbo. All'interno della corte reale di Joseon, il tessuto preferito per la loro realizzazione era prodotto internamente in colori dal rosa-rosso al viola. Questi tessuti erano spesso dipinti con disegni, come i draghi.
A differenza della frugalità dei tessuti da incarto non regali, che venivano riutilizzati all'infinito, centinaia di bojagi nuovi venivano commissionati in occasioni speciali come i compleanni reali e il Capodanno.

## Bojagi comuni (minboojogakbo)

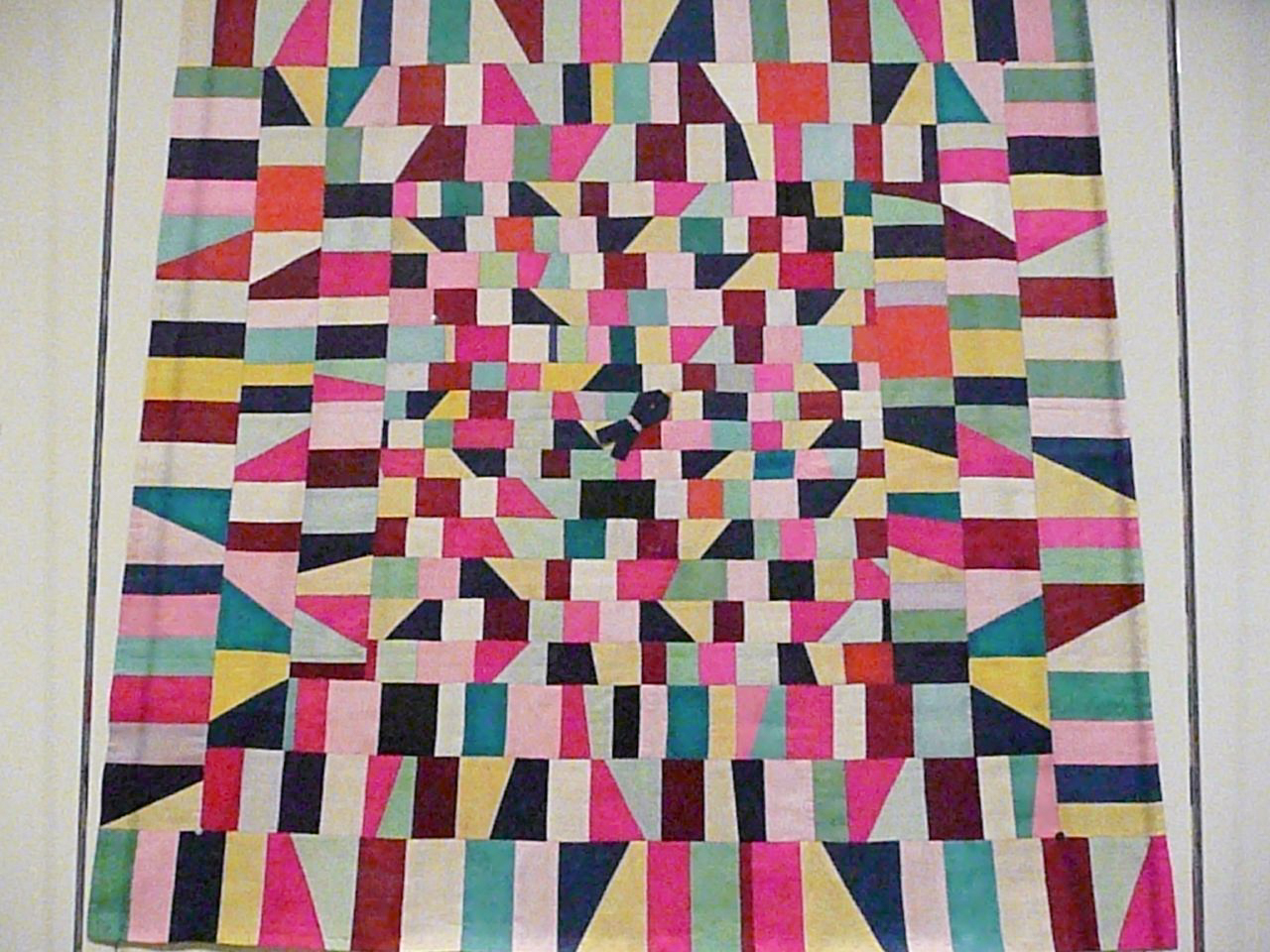
Bojagi patchwork di seta al Asian Art Museum di San Francisco.

I minbo o jogakbo (조각보?) erano bojagi patchwork fatti da popolani. Al contrario dei kungbo reali, che non erano patchwork, questi venivano creati unendo insieme piccoli pezzi di tessuto (jogak) avanzati da altri tipi di lavori di cucito, come quelli rimasti dopo i tagli curvi dei tradizionali abiti hanbok, in base al gusto della sarta.

### Come copertura per alimenti
I jogakbo sono strettamente associati alle coperture per alimenti. Gli esempi dalla metà del diciannovesimo secolo agli inizi del ventesimo secolo che sono sopravvissuti fino ad oggi hanno spesso un piccolo anello di nastro al centro per aiutare a sollevare il coperchio dal cibo. I bojagi delle dimensioni di un tavolo hanno spesso delle cinghie agli angoli fissarli al supporto.
Bojagi diversi venivano usati per coprire cibi diversi e in stagioni diverse. Mentre i panni leggeri aiutavano l'aria a circolare durante l'estate, per mantenere i cibi caldi in inverno potevano essere imbottiti e foderati. Per evitare che il bojagi si sporcasse di cibo, il lato inferiore era spesso rivestito di carta oleata.

### Per il trasporto di oggetti
I bojagi venivano usati per il trasporto di oggetti, oltre che per la copertura o per tenere radunati gli oggetti nei depositi. Uno di questi esempi è una disposizione a "zaino", in cui il tessuto viene avvolto e legato in modo che gli oggetti possano essere trasportati in modo sicuro sulla schiena.

## Bojagi ricamato
Il bojagi ricamato, chiamato anche subo (수보?), era un'altra forma di stoffa decorata. Un ornamento comune era quello degli alberi stilizzati, il cui stile variava da "ingenuo" a rappresentazioni dettagliate di fiori, frutti, uccelli e simboli di buona fortuna. Questi panni sono strettamente associati a occasioni gioiose come fidanzamenti e matrimoni, dove vengono usati per avvolgere i regali dalla famiglia dello sposo alla nuova sposa e le simboliche oche di nozze in legno.
Il ricamo veniva fatto con filo filato, su un fondo di cotone o seta. Il subo veniva quindi foderato e probabilmente imbottito.

## Riferimenti e mostre moderni

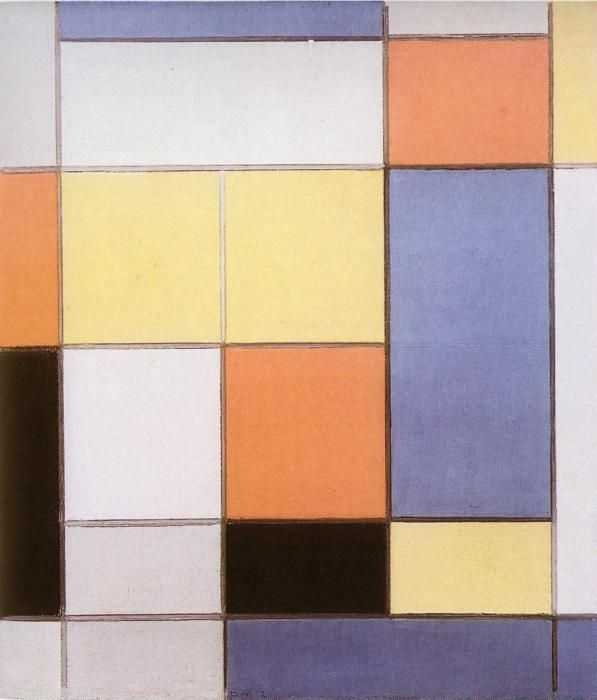
Opera di Piet Mondrian, il cui uso di quadrati e colori è stato paragonato al bojagi.

Il Museo del ricamo coreano a Seul ha una collezione di 1.500 bojagi, in particolare jogakbo. Anche collezioni museali al di fuori della Corea, tra cui a Kyoto, Londra, San Francisco e Los Angeles, espongono bojagi.

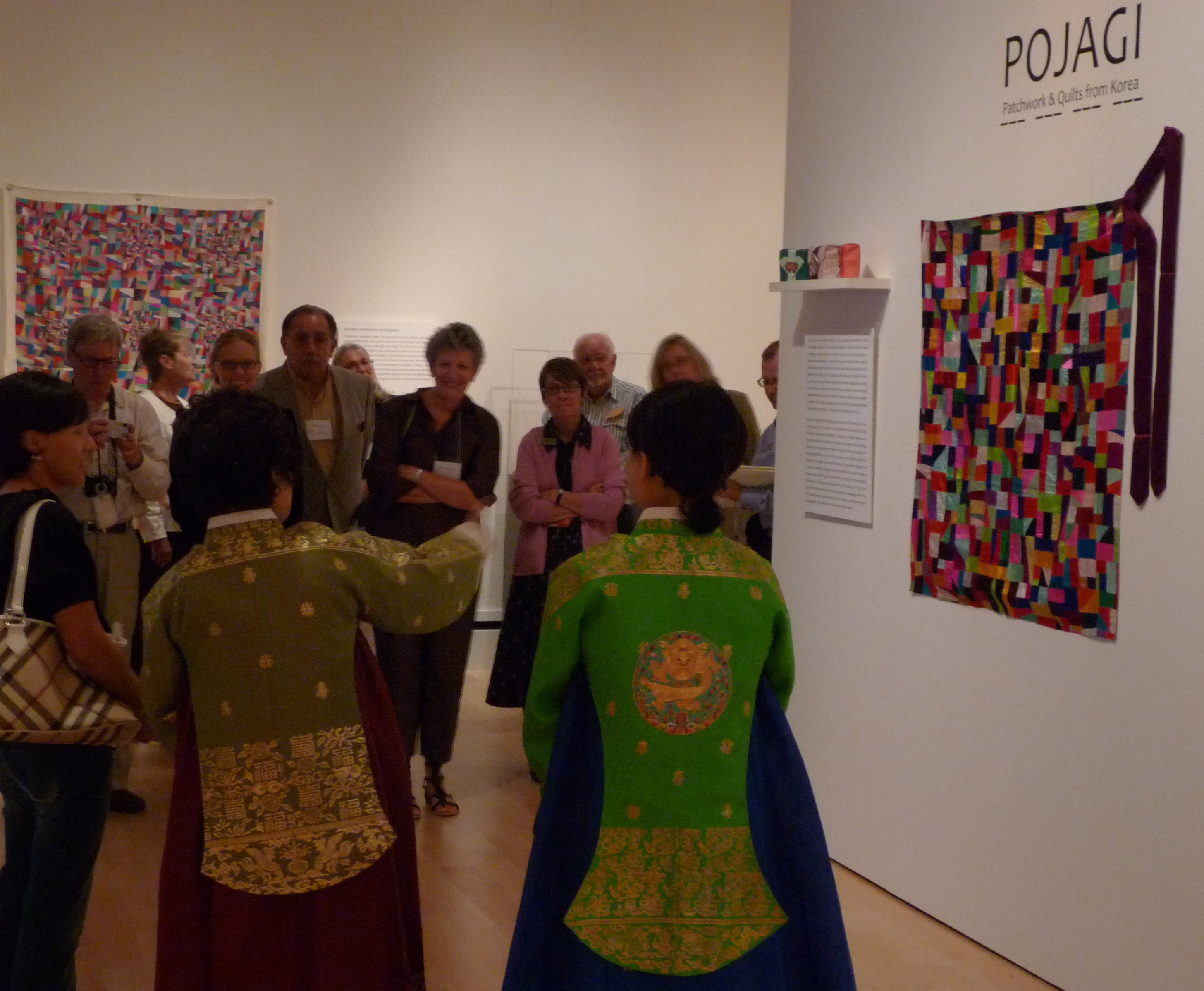
Mostra di bojagi presso l'International Quilt Study Center & Museum nel 2008.

Lo stile patchwork ha ispirato artisti che lavorano in altri media, come gli stilisti Lee Chun-ghie e Karl Lagerfeld. La facciata del flagship store del gioielliere francese Cartier a Cheongdam-dong è ispirata al bojagi, e anche le ricamatrici giapponesi hanno esplorato questo stile.
I motivi del jogakbo sono stati paragonati all'opera di Paul Klee e Piet Mondrian.